# Mamacruz
Mamacruz és una pel·lícula de comèdia dramàtica hispano-veneçolana del 2023 dirigida per Patricia Ortega i escrita per Ortega i José Ortuño. És protagonitzada per Kiti Mánver.

## Trama
La trama tracta sobre el redescobriment de la sexualitat i el desig oblidats d'una dona gran.

## Repartiment
- Kiti Mánver com a Mamacruz[2]
- Pepe Quero com a Eduardo[2]
- Silvia Acosta com a Carlota[2]
- Mari Paz Sayago com a Marina[2]
- Inés Benítez Viñuela[2]

## Producció
Inicialment desenvolupada per Ortega a la seva Veneçuela natal, el projecte no va aconseguir persuadir els possibles coproductors perquè treballessin al país. Després d'una reunió d'Ortega amb Olmo Figueredo al MIA Market de Roma 2019, el projecte finalment es va traslladar a l'Atlàntic fins a Espanya. El guió va ser escrit per Ortega juntament amb José Ortuño, que va ajudar a adaptar el guió a una "idiosincràsia sevillana".
Coproducció hispano-veneçolana, la pel·lícula va ser produïda per La Claqueta PC, Mamacruz AIE i Pecado Films juntament amb Mandrágora Films, amb la participació de Canal Sur Radio y Televisión, amb el suport de l'ICAA, i ajuda d’Agencia Andaluza de Instituciones Culturales. Els exteriors es van rodar a Sevilla.

## Estrena
Fou seleccionada per a la llista de la World Cinema Dramatic Competition, Mamacruz es va estrenar al 39è Festival de Cinema de Sundance el 20 de gener de 2023. Filmax va obtenir els drets internacionals de la pel·lícula abans de la seva estrena mundial. També va arribar a un franja fora de competició de la selecció oficial del 68a Setmana Internacional de Cinema de Valladolid per a la seva estrena europea. s va estrenar a les sales espanyoles el 27 d'octubre de 2023.

## Recepció
Segons el lloc web nord-americà de l'agregació de ressenyes Rotten Tomatoes, Mamacruz té una puntuació d'aprovació del 100% basada en 19 ressenyes dels crítics, amb una puntuació mitjana de 7,9/10.
Jonathan Holland de ScreenDaily va valorar que "la veterana Manver ofereix una classe magistral de matisos com una dona de parla tranquil·la, humil i reprimida que pateix una transformació interior violenta".
Jacob Oller de Paste va considerar que Mamacruz és "un estudi de personatges vibrant i encantador", que "aprofita al màxim la seva matriarca ardent".
Laurence Boyce de Cineuropa va considerar que la pel·lícula era una "obra personal i impactant que és alhora un retrat humà dolorós d'una dona que explora els seus desitjos en els seus últims anys i una celebració de la sexualitat femenina".

## Reconeixements
| Any  | Premi               | Categoria                      | Nominat                      | Resultat | Ref    |
| ---- | ------------------- | ------------------------------ | ---------------------------- | -------- | ------ |
| 2024 | XI Premis Feroz     | Millor pel·lícula de comèdia   | Millor pel·lícula de comèdia | Pendent  | [ 13 ] |
| 2024 | XI Premis Feroz     | Millor actriu protagonista     | Kiti Mánver                  | Pendent  | [ 13 ] |
| 2024 | 3rs Premis Carmen   | Millor pel·lícula              | Millor pel·lícula            | Pendent  | [ 14 ] |
| 2024 | 3rs Premis Carmen   | Millor director                | Patricia Ortega              | Pendent  | [ 14 ] |
| 2024 | 3rs Premis Carmen   | Millor guió original           | Patricia Ortega, José Ortuño | Pendent  | [ 14 ] |
| 2024 | 3rs Premis Carmen   | Millor actriu                  | Kiti Mánver                  | Pendent  | [ 14 ] |
| 2024 | 3rs Premis Carmen   | Millor actriu secundària       | Mari Paz Sayago              | Pendent  | [ 14 ] |
| 2024 | 3rs Premis Carmen   | Millor actriu novell           | Mercedes Moral               | Pendent  | [ 14 ] |
| 2024 | 3rs Premis Carmen   | Millor fotografia              | Fran Fernández Pardo         | Pendent  | [ 14 ] |
| 2024 | 3rs Premis Carmen   | Millor muntatge                | Fátima de los Santos         | Pendent  | [ 14 ] |
| 2024 | 3rs Premis Carmen   | Millor supervisió de producció | Manolo Limón                 | Pendent  | [ 14 ] |
| 2024 | 3rs Premis Carmen   | Millor vestuari                | Esther Vaquero               | Pendent  | [ 14 ] |
| 2024 | 3rs Premis Carmen   | Millor maquillatge i pentinat  | Anabel Beato, Carmela Martín | Pendent  | [ 14 ] |
| 2024 | XXXVIII Premis Goya | Millor muntatrge               | Fátima de los Santos         | Pendent  | [ 15 ] |